# Ngeposari
Ngeposari is een bestuurslaag in het regentschap Gunung Kidul van de provincie Jogjakarta, Indonesië. Ngeposari telt 8855 inwoners (volkstelling 2010).